# Olga Kurilo

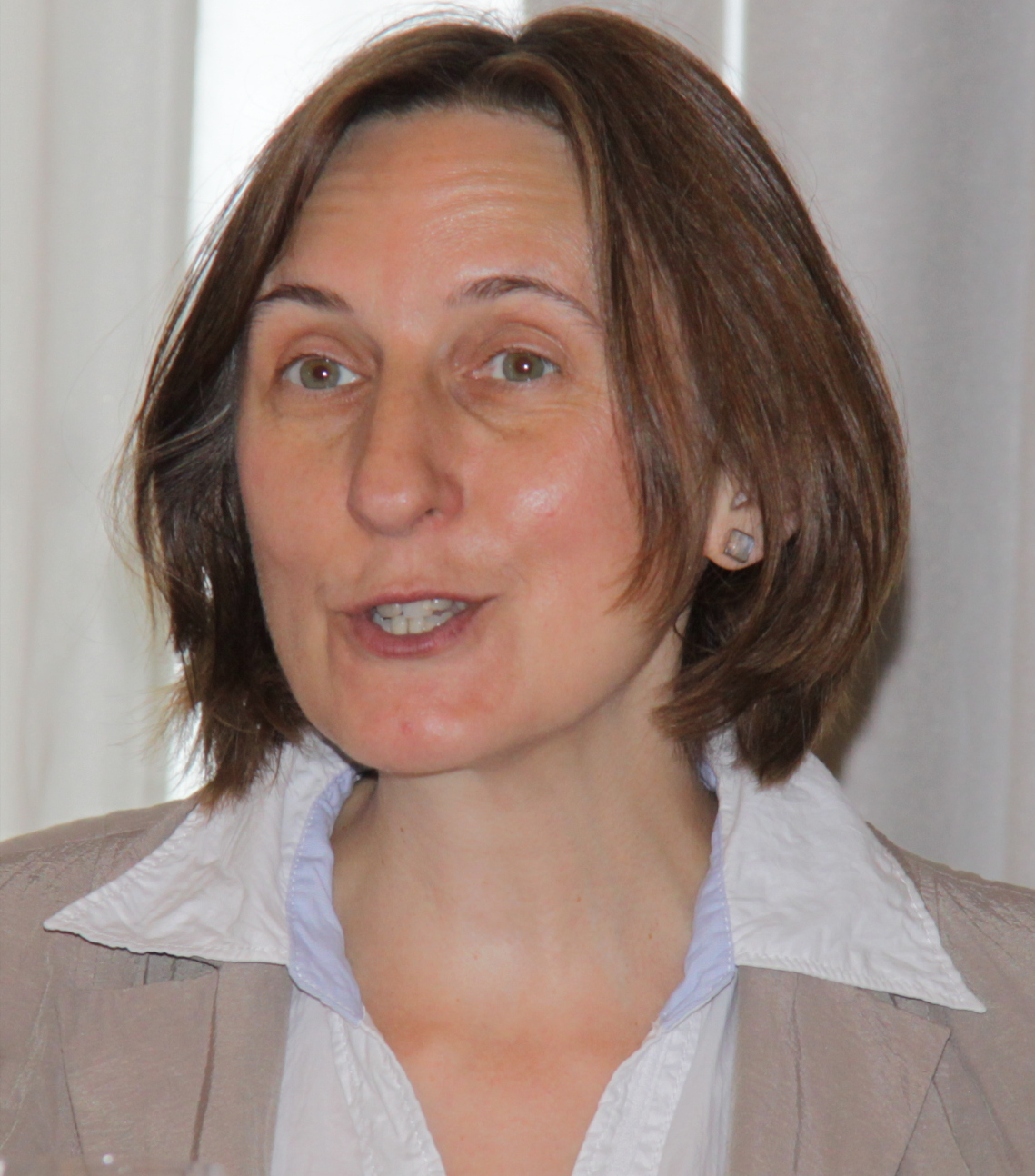
Olga Kurilo im Kulturzentrum Ostpreußen Ellingen, 2012

Olga Vadimovna Kurilo (* 1966 in Moskau) ist eine russische Historikerin und Ethnologin.

## Leben
Kurilo studierte von 1985 bis 1990 Geschichte, Gesellschaftskunde und Recht am staatlichen pädagogischem Institut in Moskau. Sie forschte in Moskau, Sankt Petersburg, Saratow, Omsk und Nowosibirsk und wurde 1995 am Institut für Ethnologie und Anthropologie (RAN) in Moskau zum Dr. phil. promoviert.
Von 2006 bis 2008 war sie Lehrbeauftragte in Greifswald und an der Freien Universität Berlin. 2008 erfolgte die durch Karl Schlögel betreute Habilitation an der Europa-Universität Viadrina in Frankfurt (Oder). Seit 2010 ist sie Privatdozentin (Professur für Geschichte Osteuropas) und Leiterin des Deutsch-polnisch-russischen Hochschulprojektes Trialog.

## Schriften (Auswahl)
- Die lutherische Gemeinde der Rußlanddeutschen zwischen Tradition und Modernität. Vom 16. bis zum 20. Jahrhundert (= Schriftenreihe der Kommission für Deutsche und Osteuropäische Volkskunde in der Deutschen Gesellschaft für Volkskunde e. V. Band 90). Elwert, Marburg 2005, ISBN 3-7708-1281-6.
- als Hrsg.: Der Zweite Weltkrieg im Museum. Kontinuität und Wandel. Avinus, Berlin 2007, ISBN 978-3-930064-82-3.
- mit Gerd-Ulrich Herrmann (Hrsg.): Täter, Opfer, Helden. Der Zweite Weltkrieg in der weißrussischen und deutschen Erinnerung. Metropol, Berlin 2008, ISBN 978-3-938690-94-9.
- Die Lebenswelt der Russlanddeutschen in den Zeiten des Umbruchs (1917–1991). Ein Beitrag zur kulturellen Mobilität und zum Identitätswandel (= Migration in Geschichte und Gegenwart. Band 5). Klartext, Essen 2010, ISBN 978-3-8375-0243-5.
- Zoppot, Cranz, Rigascher Strand. Ostseebäder im 19. und 20. Jahrhundert. be.bra wissenschaft verlag, Berlin 2011, ISBN 978-3-937233-81-9.
- als Hrsg.: Grenzmarken und historische Erfahrung in der Region Toruń, Thorn = Granice i doświadczenie historyczne w regione Torunia (= Trialog. 2). Avinus, Berlin 2012, ISBN 978-3-86938-038-4.
- als Hrsg.: Mobilität und regionale Vernetzung zwischen Oder und Memel. Eine europäische Landschaft neu zusammensetzen (= Trialog). Berliner Wissenschaftsverlag (BWV), Berlin 2011, ISBN 978-3-8305-1891-4.
- als Hrsg.: Tourismus und die Seebäder Samlands = Turystyka i kurorty nadmorskie Sambii (= Trialog. 1). Avinus, Berlin 2011, ISBN 978-3-86938-030-8.
- als Hrsg.: Friedrich II. und das östliche Europa. Deutsch-polnisch-russische Reflexionen. BWV, Berlin 2013, ISBN 978-3-8305-3155-5.
- als Hrsg.: Erinnerungslandschaften und Identitäten im Oderraum = Krajobrazy pamie̜ci i tożsamość nadodrza (= Trialog. 2). Avinus, Berlin 2013, ISBN 978-3-86938-044-5.
- als Hrsg.: Kurort als Tat- und Zufluchtsort. Konkurrierende Erinnerungen im mittel- und osteuropäischen Raum im 19. und 20. Jahrhundert. Avinus, Berlin 2013, ISBN 978-3-86938-054-4.